# Ломаковский музей старинных автомобилей и мотоциклов
Ломаковский музей старинных автомобилей и мотоциклов — первый автомотомузей в России. Первый негосударственный музей в России с 1917 года. Основан в 1987 году. Открыт для экскурсий в 1991 году.

## История
С 1968 года энтузиасты Ломаковы собрали уникальную коллекцию — 130 исторических автомобилей и мотоциклов. От мотоцикла «Пежо» 1914 года выпуска, оставленного французским экспедиционным корпусом в Архангельске во время интервенции в 1918 году, до «Чайки» ГАЗ-13 1977 года выпуска, подаренной Патриарху Всея Руси Пимену.

## Основатель
Основатель музея коллекционер автомотостарины Дмитрий Александрович Ломаков (президент Российского клуба любителей старинных автомобилей и мотоциклов «РЕТРОМОТОР», эксперт по автомотостарине, сопредседатель «Российского союза негосударственных музеев» ) начал создавать его ещё в 1987 году, и достраивает и развивает музей до сих пор. А начало династии коллекционеров и реставраторов автомотостарины Ломаковых положил его отец Александр Алексеевич Ломаков (1928—2005) (он ещё в 1959 году реставрировал Роллс-Ройс 1916 года, на котором ездил Владимир Ленин, а до него, вероятно, ездил брат Николая Второго Михаил Романов — так как у него была такая же машина (а в те времена таких машин в России было известно одна-две).

## Коллекция и экспонаты

Вид с улицы

Среди раритетов коллекции также есть:
- «Хорьх-853» 1935 г.в., имеющий звание «Автомобиль года» Парижского автомобильного салона 1935 года и принадлежавший, по легенде, Герману Герингу, а впоследствии и маршалу Рокоссовскому,
- «Мерседес-Бенц-540 К» 1935 года выпуска, обслуживавший Йозефа Геббельса[3],
- «Ситроен-7 ЦВ», получивший «Гран-При» за ралли Париж-Москва 1935 года и подаренный фирмой Ситроен в лице её генерального конструктора Франсуа Леко советскому правительству[4],
- редчайшие БМВ-303 1933 года выпуска и алюминиевая БМВ-328 1935 года выпуска,
- Царь-Автомобиль — «ЗИС-110» 1949 года выпуска, подаренный Иосифом Сталиным Патриарху Всея Руси Алексию Первому «В благодарность Русской Православной Церкви за помощь в Великой Отечественной войне». ЗИС-110 из Ломаковки — единственный выпущенный ЗИС зелёного цвета, что по канонам РПЦ значит: патриарший цвет и им же обозначается вера в вечную жизнь, и это единственный ЗИС в мире в «родной» краске (что очень ценится у коллекционеров)[5],
- вероятно, единственный в мире грузовик «ЗИС-6» (именно на их базе делались первые знаменитые реактивные миномёты «Катюша»),
- «Харлеи-Девидсоны», «ФИАТ», «Индиан», «НСУ», «ТиЗы», «ДКВ», «БМВ», ГАЗ-АА «Полуторка» 1933 года, «Мерседесы» Штирлица и Бормана, «Арди», «ГАЗы», «Красные Октябри», «Студебекер», «Ариэль», «Штеер», «АЭРО», «ИЖи», «Адлеры», «НАГ», «ПМЗ», «Додж» 1943 года — дедушка всех Хаммеров (на 14 человек!), «ЗИСы», «Опели», «Пух», «Сакс» и многие другие экспонаты.

Сейчас в первом зале Ломаковского автомотомузея выставленно около 50 старинных легковых автомобилей, грузовиков, мотоциклов, велосипедов, а также сотни маленьких экспонатов в витринах.

В музее продаются модели машин, журналы и книги по старинной автомототехнике, футболки с изображением ретро-техники.
Перед музеем частные лица выставляют свои старинные машины на продажу (Ретро-Комиссионка). Там всегда выставлены 25-30 старинных машин («Победы», Эмочки, ГАЗ-21, старинные Москвичи, Запорожцы, а также трофейные машины). Иногда выставляют и ретромотоциклы. Вокруг музея, на территории 10 000 м², открытый запасник (хранилище) — туда вход только по особому заказу. На территории запроектирована и будет построена вторая очередь Ломаковского музея — на 900 экспонатов.

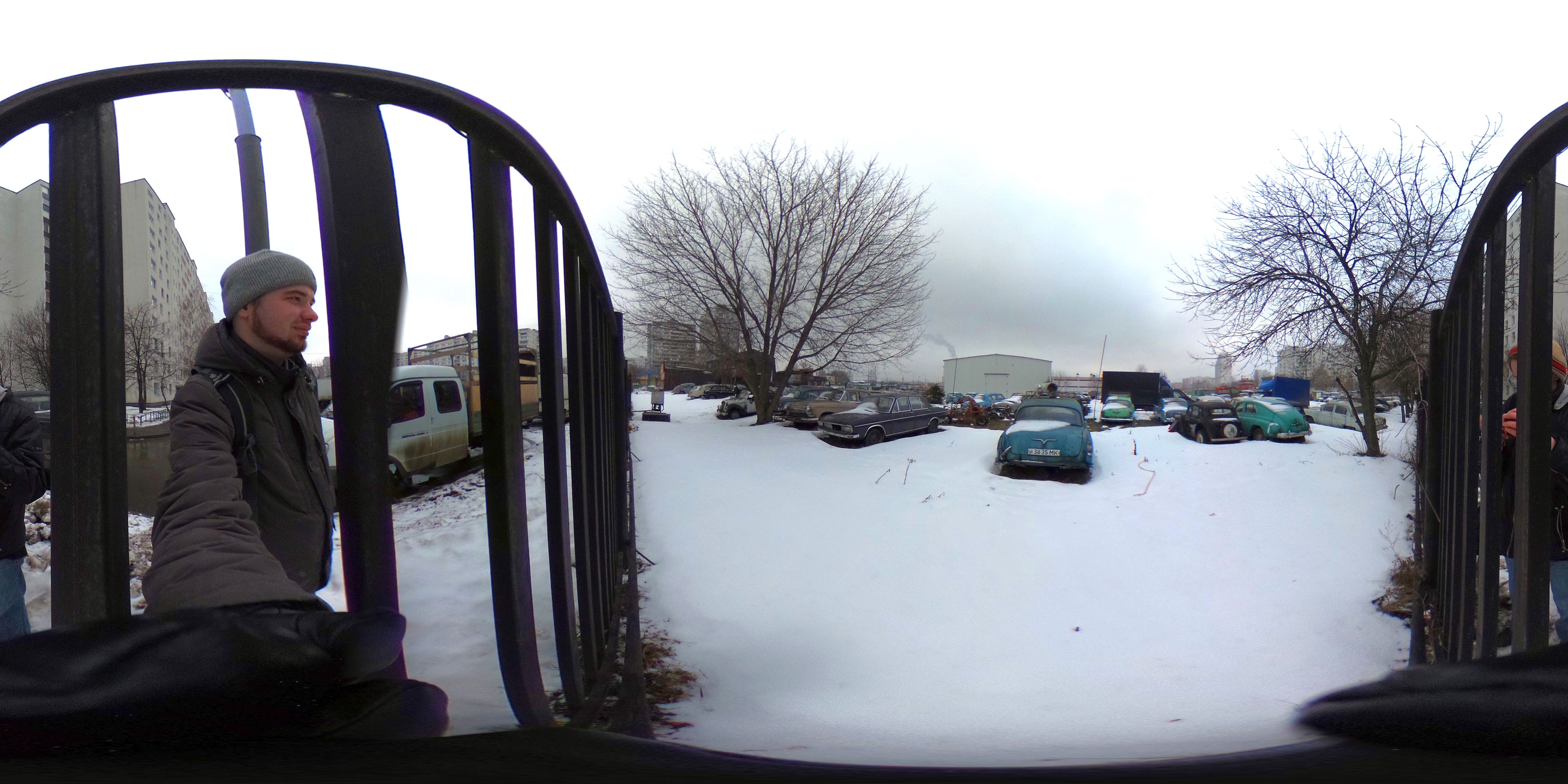
Вид на территорию сбоку (2017)

С 1988 года, два раза в год (9 мая — в День Победы и в первую субботу сентября — день города Москвы) на территории музея проводятся традиционные Парады старинной авто и мототехники «РЕТРОМОТОР».
Автомобили из коллекции снимались в более чем 120 кинофильмах: «Вариант «Омега»», «Мы из джаза», «Тегеран-43», «Частный детектив, или Операция «Кооперация»», «Бархатный сезон», «Американский дедушка», «Ближний круг», «Здравствуйте, я ваша тётя!», «Парк советского периода», «Золотой телёнок», «В круге первом», «Счастливы вместе», «Операция «Ы» и другие приключения Шурика», «Многоточие», «Крест в круге», «Бес в ребро», «Ключ от спальни», «Завещание Ленина», «Начало пути (Утро Патриарха)», «Жара» и других.

## Местонахождение музея
Музей находится на юго-востоке Москвы, в районе Люблино, недалеко от станции метро «Люблино», по адресу: ул. Краснодарская, владение 58.